# Rakousko-uherský zlatý
Rakouský zlatý, od roku 1867 rakousko-uherský zlatý nebo též zlatka, florin či gulden byla měna používaná v letech 1754 až 1892 na území habsburské monarchie včetně českých zemí a později rakouského císařství a Rakousko-Uherska. Německý název Gulden se používal na rakouských bankovkách, na mincích byl vyražen nápis FL. Maďarský název forint se používal jak na mincích, tak na bankovkách.

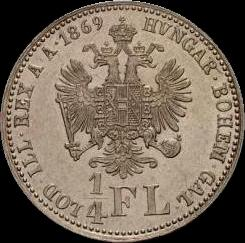
Rakousko–uherský 1/4 florin (1869), revers s nápisem FL

## Vývoj
Se zavedením konvenčního tolaru roku 1754 byl florin definován jako půl konvenčního tolaru, a tudíž ekvivalent 1/20 stříbrné kolínské marky, tzn. ~11,69 g ryzosti 10/12 tj. 0.833, a dělil se na 60 krejcarů (na poměr upomíná text lidové písně Já do lesa nepojedu – „sekera je za dva zlatý a topůrko za tolar“). Florin se stal standardní měnovou jednotkou rakouského císařství a v oběhu byl až do roku 1892.
Při přepočtu na ceny stříbra v roce 2017 by hodnota florinu (jedné zlatky) byla cca 150 Kč.
Pro bližší představu: okolo roku 1850 byl roční plat vyššího úředníka 500–700 zlatých, učitele 130 a roční mzda dělníka 100–200 zlatých.
Roku 1857 byl mezi Německem a Rakousko-Uherskem vytvořen celní spolek a váhovým etalonem pro mincovní řád byla namísto kolínské marky stanovena celní libra odpovídající 500 gramům. Byl definován tzv. spolkový tolar (Vereinsthaler) ryzosti 900/1000 s obsahem 16⅔ gramu čistého stříbra, odpovídající ražbě 30 tolarů z jedné libry stříbra. Tato hmotnost představovala o něco méně než 1,5násobek obsahu stříbra v původním florinu. Poté Rakousko-Uhersko přijalo nový standard a florin obsahoval přesně 2/3 množství stříbra ve spolkovém tolaru, tedy ražbě 45 florinům z jedné libry stříbra. To vyvolalo devalvaci mince o 4,97 %. Hmotnost byla 12,345 g o ryzosti 900/1000, tedy 11,11 g stříbra. Průměr byl 29 mm.
Rakousko-Uhersko ve stejné době přistoupilo k decimalizaci své měny a vytvořilo nový systém o 100 krejcarech = 1 florin a 1½ florinu = 1 spolkový tolar.
Když bylo Rakousko roku 1866 poraženo Pruskem, vystoupilo z Německé celní unie a roku 1867 se přidružilo k Latinské měnové unii. Z toho důvodu byly emitovány zlaté mince s hodnotou 8 a 4 floriny, jež odpovídaly mincím 20 a 10 lir/franků.
Rakousko ale nezavršilo vstup do Unie, plánovaný na rok 1870.
Rakousko-uherský florin byl roku 1892 nahrazen korunou v poměru 1 florin = 2 koruny.
Floriny byly raženy Habsburky v Království lombardsko-benátském v Benátkách Františkem I. v letech 1822 až 1827 a císařem Františkem Josefem I. v letech 1857 až 1865 a také v Miláně v letech 1858 a 1859.